# 2012年アイスホッケー世界選手権
2012年アイスホッケー世界選手権は、国際アイスホッケー連盟によって開催された第76回目のアイスホッケー世界選手権である。46の国が参加し、4つのディビジョンに分かれて開催された。その結果に応じ次回大会での参加ディビジョンが振り分けられた。
なお今大会から、ディビジョンI、ディビジョンIIについては、同じディビジョン内でもグループAがグループBより上位のグループとして位置づけられ、事実上は別のディビジョンとして扱われる。
 ロシアが4回目の金メダル（旧ソ連を含めると26度目）。銀メダルは スロバキア、銅メダルは チェコ。

## チャンピオンシップ
チャンピオンシップは2012年5月4日から20日まで、フィンランド・ヘルシンキのハートウォールアリーナと、スウェーデン・ストックホルムのエリクソン・グローブの2会場で開催された。
| Aグループ - フィンランド - カナダ - アメリカ合衆国 - スイス - スロバキア - ベラルーシ - フランス - カザフスタン - 次回大会ディビジョンIへ降格 | Bグループ - ロシア - - スウェーデン - チェコ - ドイツ - ノルウェー - ラトビア - デンマーク - イタリア — 次回大会ディビジョンIへ降格 |

## ディビジョンI
ディビジョンIは2012年4月15日から21日に、Aグループはスロベニアのリュブリャナで、Bグループはポーランドのクルィニツァ・ズドルイでそれぞれ開催された。
| Aグループ - スロベニア — 次回大会チャンピオンシップへ昇格 - オーストリア — 次回大会チャンピオンシップへ昇格 - ハンガリー - イギリス - 日本 - ウクライナ - 次回大会ディビジョンI・Bグループへ降格 | Bグループ - 韓国 - 次回大会ディビジョンI・Aグループへ昇格 - ポーランド - オランダ - ルーマニア - リトアニア - オーストラリア - 次回大会ディビジョンII・Aグループへ降格 |

## ディビジョンII
Aグループは、2012年4月12日から18日にアイスランドのレイキャビクで、Bグループは2012年4月2日から8日にブルガリアのソフィアでそれぞれ開催された。
| Aグループ - スペイン - エストニア - 次回大会ディビジョンI・Bグループへ昇格 - クロアチア - ニュージーランド - 次回大会ディビジョンII・Bグループへ降格 - セルビア - アイスランド | Bグループ - ベルギー - 次回大会ディビジョンII・Aグループへ昇格 - 中華人民共和国 - メキシコ - ブルガリア - イスラエル - 南アフリカ共和国 - 次回大会ディビジョンIIIへ降格 |

## ディビジョンIII
ディビジョンIIIは、2012年4月15日から21日にトルコのエルズルムで開催された。
- 北朝鮮
- アイルランド
- トルコ - 次回大会ディビジョンII・Bグループへ昇格
- ルクセンブルク
- ギリシャ
- モンゴル